# قنفذي فلسطيني
القنفذي الفلسطيني أو القرقفان الفلسطيني (باللاتينية: Echinops philistaeus) نوع نباتي ينتمي إلى جنس القنفذي من الفصيلة النجمية.

## الموئل والانتشار
ينتشر هذا النوع في بلاد الشام وسيناء.